# Alan Funk
Alan Funk (født 7. juli 1971) er en amerikansk fribryder der kæmpede som Kwee-Wee for World Championship Wrestling.

## Biografi

### World Championship Wrestling
Alan Funk blev trænet af WCW Power Plant, og debuterede derfor for  WCW i 2000. Her optrådte han som den flamboyante Kwee-Wee, der skilte sig ud med sine overdrevne frisurer og lyserøde tøj. Her fik han Paisley som manager, og indledte en fejde med de andre Power Plant elever, Natural Born Thrillers. Før fejden med Thrillers, havde han haft en mindre fejde med The Artist, om at få Paisley. Trods det ikke faretruende ydre, så havde Kwee-Wee en tendens til at blive meget vred ligepludselig, og skifte over til hans anden personlighed Angry Alan. Han deltog også tit i Hardcore kampe, mod bl.a. Reno. 

### Efter WCW
Efter WCW wrestlede Alan Funk for adskillige forbund som WWA (som The Funkster, en parodi på Hulk Hogan), TNA (som Bruce, den ene halvdel af et homoseksuelt tag team), UCW samt Ring of Glory. I 2003 blev han alvorligt skadet ved en kamp i Helsinki, Finland da Sonny Siaki forvoldte ham adskillige skade såsom brækket næse, kæbe og kraveben, samt sprængt trommehinde. Alan Funk har dog gudskelov wrestlet siden. Trods de mange homoseksuelle personligheder han er blevet tildelt gennem tiden, er Alan Funk gift med en kvinde.